# Bylanka (přítok Vrchlice)
Bylanka je levostranný přítok říčky Vrchlice v okrese Kutná Hora ve Středočeském kraji. Délka toku činí 5,2 km. Plocha povodí měří 12,3 km².

## Průběh toku
Potok pramení v Miskovicích, které se nacházejí západně od Kutné Hory, v nadmořské výšce cca 360 m. Teče převážně východním směrem přes Bylany. Vlévá se do říčky Vrchlice na jejím 6,1 říčním kilometru v Kutné Hoře v městské části Žižkov.

### Větší přítoky
Bylanka nemá žádné větší přítoky.

## Mlýny
- Feldekův mlýn – Bylany